# Rezki Amrouche
Pour les articles homonymes, voir Amrouche.
Rezki Amrouche est un ancien footballeur international algérien né le 17 novembre 1970 à Alger. Il évoluait au poste de Défenseur. 
Il a participé avec l'Algérie à la CAN en 1996 et 2000.

## Statistiques
| Saison                | Club                  | Championnat           | Championnat | Championnat | Coupe nationale | Coupe nationale | Coupe de la Ligue | Coupe de la Ligue | Compétition(s) continentale(s) | Compétition(s) continentale(s) | Compétition(s) continentale(s) | Total | Total |
| Saison                | Club                  | Division              | M.          | B.          | M.              | B.              | M.                | B.                | Comp.                          | M.                             | B.                             | M.    | B.    |
| 2001-2002             | USM Blida             | 1                     | 12          | 1           | 5               | 0               | -                 | -                 | -                              | -                              | -                              | 17    | 1     |
| 2002-2003             | USM Blida             | 1                     | 28          | 2           | 0               | 0               | -                 | -                 | -                              | -                              | -                              | 28    | 2     |
| 2003-2004             | USM Blida             | 1                     | 25          | 0           | 2               | 0               | -                 | -                 | Arabe                          | 8                              | 0                              | 35    | 0     |
| Total sur la carrière | Total sur la carrière | Total sur la carrière | 65          | 3           | 7               | 0               | 0                 | 0                 | -                              | 8                              | 0                              | 80    | 3     |

## Palmarès

### En Club
- Champion d'Algérie en 1995 avec la JS Kabylie.
- Vainqueur de la Coupe d'Afrique des vainqueurs de coupe en 1995 avec la JS Kabylie.
- Vainqueur de la Coupe de la CAF en 2000 avec la JS Kabylie.
- Vainqueur de la Ligue des champions arabes en 1997 avec le Club africain.
- Vainqueur de la Coupe de Tunisie en 1998  avec le Club africain.

- Finaliste de la  Coupe de Tunisie en 1999  avec le Club africain.
- Finaliste de la Coupe d'Afrique des vainqueurs de coupe en 1999 avec le Club africain.

### En sélection
- Médaillé d'argent aux Jeux Méditerranéens de 1993 à Languedoc-Roussillon

- Participation à la CAN en 1996 et 2000.